# Hylaeus simplus
Hylaeus simplus är en biart som beskrevs av Houston 1993. Hylaeus simplus ingår i släktet citronbin, och familjen korttungebin. Inga underarter finns listade i Catalogue of Life.